# Continental O-470
Continental O-470 – rodzina silników przeznaczonych do lekkich samolotów. Pomimo odmiennej nazwy zaliczamy do niej również modele E165, E185 i E225. Produkcję rozpoczęto w roku 1950, niektóre wersje pozostają nadal w produkcji.

## Konstrukcja
Cała rodzina silników wykorzystuje układ ”bokser”, chłodzenie powietrzem. Wszystkie warianty posiadały 6 cylindrów i były zasilane benzyną.
Pierwszym z serii był silnik E165, o pojemności 7,8 l (471 cali sześć.) o mocy 165 KM, był to również pierwszy silnik z serii „E”. Dalsze modele uzyskały oznaczenia E185 (185 KM mocy ciągłej) i E225 (225 KM). Jednakże wojsko Stanów Zjednoczonych nadało im własne oznaczenie O-470, Continental przyjął ten schemat nazewnictwa i dalsze modele były nazywane O-470.
Rodzina O-470 obejmuje silniki o mocy od 213 KM do 260 KM. Pierwszy model O-470 został certyfikowany 19 stycznia 1951.

## Wersje

### Modele zasilane gaźnikowo
| Nazwa    | Moc                                                                     | Masa   | Uwagi                                                                                              |
| -------- | ----------------------------------------------------------------------- | ------ | -------------------------------------------------------------------------------------------------- |
| E165-2   | 165 KM przy 2050 obr.                                                   | 159 kg | |
| E165-3   | 165 KM przy 2050 obr.                                                   | 160 kg | |
| E165-4   | 165 KM przy 2050 obr.                                                   | 156 kg | |
| E185-1   | 205 KM przy 2600 obr. (moc startowa), 185 KM przy 2300 obr (moc ciągła) | 156 kg | |
| E185-2   | 185 KM przy 2300 obr (moc ciągła)                                       | 159 kg | |
| E185-3   | 205 KM przy 2600 obr. (moc startowa), 185 KM przy 2300 obr (moc ciągła) | 160 kg | |
| E185-5   | 185 KM przy 2300 obr (moc ciągła)                                       | 156 kg | |
| E185-8   | 205 KM przy 2600 obr. (moc startowa), 185 KM przy 2300 obr (moc ciągła) | 156 kg | Identyczny jak E185-1 z wyjątkiem innego rozrusznika                                               |
| E185-9   | 205 KM przy 2600 obr. (moc startowa), 185 KM przy 2300 obr (moc ciągła) | 160 kg | Identyczny jak E185-1 z wyjątkiem innego rozrusznika                                               |
| E185-10  | 205 KM przy 2600 obr. (moc startowa), 185 KM przy 2300 obr (moc ciągła) | 160 kg | |
| E185-11  | 205 KM przy 2600 obr. (moc startowa), 185 KM przy 2300 obr (moc ciągła) | 156 kg | Identyczny jak E185-8 z wyjątkiem ulepszonych mocowań silnika                                      |
| E225-2   | 225 KM przy 2650 obr.                                                   | 163 kg | Certyfikowany 19 lipca 1951                                                                        |
| E225-4   | 225 KM przy 2650 obr.                                                   | 161 kg | Certyfikowany 5 lipca 1952                                                                         |
| E225-8   | 225 KM przy 2650 obr.                                                   | 157 kg | Certyfikowany 12 lipca 1950                                                                        |
| E225-9   | 225 KM przy 2650 obr.                                                   | 165 kg | Certyfikowany 30 października 1950                                                                 |
| O-470-2  | 250 KM przy 2600 obr.                                                   | 220 kg | Certyfikowany 2 lutego 1955                                                                        |
| O-470-4  | 225 KM przy 2600 obr.                                                   | 188 kg | Certyfikowany 19 stycznia 1951                                                                     |
| O-470-7  | 205 KM przy 2600 obr.                                                   | 160 kg | Niecertyfikowany, dla wojska                                                                       |
| O-470-11 | 213 KM przy 2600 obr.                                                   | 177 kg | Certyfikowany 19 stycznia 1951                                                                     |
| O-470-13 | 225 KM przy 2600 obr.                                                   | 188 kg | Certyfikowany 19 stycznia 1951                                                                     |
| O-470-15 | 213 KM przy 2600 obr.                                                   | 184 kg | Certyfikowany 19 stycznia 1951, przystosowany do śmigła o zmiennym skoku                           |
| O-470-A  | 225 KM przy 2600 obr.                                                   | 171 kg | Certyfikowany 4 grudnia 1952                                                                       |
| O-470-B  | 240 KM przy 2600 obr.                                                   | 186 kg | Certyfikowany 4 grudnia 1952                                                                       |
| O-470-E  | 225 KM przy 2600 obr.                                                   | 177 kg | Certyfikowany 4 grudnia 1952                                                                       |
| O-470-G  | 240 KM przy 2600 obr.                                                   | 196 kg | Certyfikowany 4 grudnia 1952                                                                       |
| O-470-H  | 240 KM przy 2600 obr.                                                   | 225 kg | Certyfikowany 4 grudnia 1952, przystosowany do napędu śmigieł pchających                           |
| O-470-J  | 225 KM przy 2550 obr.                                                   | 171 kg | Certyfikowany 4 grudnia 1952, Identyczny jak O-470-A z wyjątkiem maks. obrotów i układu dolotowego |
| O-470-K  | 230 KM przy 2600 obr.                                                   | 183 kg | Certyfikowany 4 grudnia 1952                                                                       |
| O-470-L  | 230 KM przy 2600 obr.                                                   | 183 kg | Certyfikowany 4 grudnia 1952, Identyczny jak O-470-K z wyjątkiem miejsca zabudowy gaźnika          |
| O-470-M  | 240 KM przy 2600 obr.                                                   | 186 kg | Certyfikowany 4 grudnia 1952, Podobny do O-470-B                                                   |
| O-470-N  | 240 KM przy 2600 obr.                                                   | 186 kg | Certyfikowany 4 grudnia 1952                                                                       |
| O-470-P  | 240 KM przy 2600 obr.                                                   | 196 kg | Certyfikowany 4 grudnia 1952                                                                       |
| O-470-R  | 230 KM przy 2600 obr.                                                   | 182 kg | Certyfikowany 4 grudnia 1952                                                                       |
| O-470-S  | 230 KM przy 2600 obr.                                                   | 182 kg | Certyfikowany 4 grudnia 1952                                                                       |
| O-470-T  | 230 KM przy 2400 obr.                                                   | 186 kg | Certyfikowany 4 grudnia 1952                                                                       |
| O-470-U  | 230 KM przy 2400 obr.                                                   | 187 kg | Certyfikowany 4 grudnia 1952                                                                       |

### Wersje zasilane wtryskowo
| Nazwa     | Moc                   | Masa   |
| --------- | --------------------- | ------ |
| IO-470-A  | 240 KM przy 2600 obr. | 196 kg |
| IO-470-C  | 250 KM przy 2600 obr. | 186 kg |
| IO-470-D  | 260 KM przy 2625 obr. | 193 kg |
| IO-470-E  | 260 KM przy 2625 obr. | 195 kg |
| IO-470-F  | 260 KM przy 2625 obr. | 195 kg |
| IO-470-G  | 250 KM przy 2600 obr. | 195 kg |
| IO-470-H  | 260 KM przy 2625 obr. | 196 kg |
| IO-470-J  | 225 KM przy 2600 obr. | 181 kg |
| IO-470-K  | 225 KM przy 2600 obr. | 181 kg |
| IO-470-L  | 260 KM przy 2625 obr. | 195 kg |
| IO-470-M  | 260 KM przy 2625 obr. | 194 kg |
| IO-470-N  | 260 KM przy 2625 obr. | 196 kg |
| IO-470-P  | 250 KM przy 2600 obr. | 214 kg |
| IO-470-R  | 250 KM przy 2600 obr. | 195 kg |
| IO-470-S  | 260 KM przy 2625 obr. | 195 kg |
| IO-470-T  | 250 KM przy 2600 obr. | 215 kg |
| IO-470-U  | 260 KM przy 2625 obr. | 193 kg |
| IO-470-V  | 260 KM przy 2625 obr. | 193 kg |
| LIO-470-A | 250 KM przy 2600 obr. | 215 kg |